# Hyla wrightorum
Hyla wrightorum är en groddjursart som beskrevs av Taylor 1939. Hyla wrightorum ingår i släktet Hyla och familjen lövgrodor. IUCN kategoriserar arten globalt som livskraftig. Inga underarter finns listade i Catalogue of Life.